# Ipomoea stuckertii
Ipomoea stuckertii är en vindeväxtart som beskrevs av O'donell. Ipomoea stuckertii ingår i släktet praktvindor, och familjen vindeväxter. Inga underarter finns listade i Catalogue of Life.